# Flytande demokrati

Personerna till vänster om linjen delegerar sina röster. Personerna till höger om linjen röstar. Vid en omröstning kan de personer som har fått röster delegerat till sig i en fråga avlägga både sin egen röst och de röster som den har fått delegerat till sig. I exemplet ovan är det personen som kan avlägga 12 röster som får störst inflytande.

Flytande demokrati är en blandning mellan direkt demokrati och representativ demokrati. Formen ger de röstande möjlighet att i varje fråga antingen rösta själv (direkt demokrati) eller delegera sin röst (representativ demokrati).
Den röstande kan delegera sin röst antingen till samma delegat i alla frågor eller till olika delegater i olika frågor. Den röstande har alltid möjlighet att återta den delegerade rösten och antingen delegera till någon annan eller att själv rösta direkt i en fråga. En delegat kan vara en person (till exempel en politiker eller debattör) eller en organisation (till exempel ett politiskt parti eller en ideell organisation).
Möjligheten att delegera sin röst i en eller flera frågor ger de röstande möjlighet att själv bestämma i vilken utsträckning de vill engagera sig, men de som väljer att delegera sina röster har lika mycket inflytande som de som väljer att rösta själva i en fråga.
Flytande demokrati anses av sina förespråkare bättre kunna ta tillvara den utspridda kunskapen i samhället (den kollektiva intelligensen) och upplösa gränsen mellan väljare och valda.
Det svenska partiet Direktdemokraterna förespråkar flytande demokrati.